# KOI8
KOIは数種類のキリル文字用8ビット文字コード族で、KOI8、KOI 8およびKOI-8とも呼ばれる。名前はロシア語で "情報交換用符号" を意味するKod Obmena Informatsiey (Код Обмена Информацией) の略である。
文字コード族の構成員は以下の通り:
- ロシア語 (とブルガリア語) 用のKOI8-R
- KOI8-RU
- ウクライナ語用のKOI8-U
- タジク語用のKOI8-T
- チェコ語とスロバキア語用のKOI8-CS